# 名水
名水（めいすい）とは、特に良好な水質と水量を保ち続けて古くから土地の財産となってきた湧水・地下水・河川などをいう。その水質の良さから茶の湯や酒造、稲作などで使われることも多くある。しかし「名水」といえる水の明確な基準は存在せず、ある分野では名水とされる水でも他の分野では目的の違いから悪水とされる場合もある。また、景勝地における名水などもあり、必ずしも飲用に適するわけでもない。
近年は観光資源としても注目され、ブランド化された名水をもつ観光地にとっては観光客増加のための好材料であるが、その一方でマナーの悪い来訪者による環境汚染（水汲み場周辺への使用済みペットボトル等の不法投棄やその他の悪質ないたずら）が心配されている。
1985年（昭和60年）3月、環境庁水質保全局（当時）によって「名水百選」が選定された。また、2008年 (平成20年) 6月には、環境省水・大気環境局によって新たに「平成の名水百選」が選定された。重複はなく、合わせて200選となる。

## 名水にまつわる逸話
前近代において、遠くの名水を運ぶことはかなりの労力を必要としたことから、高額な手間賃を請求されることもあり、例として高級料亭八百善の「一両二分の茶漬け」の逸話（茶漬けに合う名水を遠くから汲ませたために高額となった）がそれにあたる。
こうした飲食にかかわること以外にも、高熱を冷ますために名水を汲ませた例もあり、『平家物語』では平清盛が危篤の際、熱病を冷ますために名水を用いたが、効力なく水が蒸発してしまった話が記述されている。

## 各地の名水選定
- 名水百選（昭和の名水百選）
- 平成の名水百選
- 岐阜県の名水50選
- とくしま水紀行50選
- 豊の国名水15選